# Exhyalanthrax abruptus
Exhyalanthrax abruptus är en tvåvingeart som först beskrevs av Friedrich Hermann Loew 1860.  Exhyalanthrax abruptus ingår i släktet Exhyalanthrax och familjen svävflugor. Inga underarter finns listade i Catalogue of Life.